# Ляпино (Псковская область)
Ляпино — деревня на юго-востоке Бежаницкого района Псковской области. Входит в состав сельского поселения Бежаницкая волость.
Расположена в 12 км к юго-востоку от райцентра Бежаницы, в 4 км от юго-восточного побережья озера Дубец.
Численность населения деревни составляет 18 жителей (2000 год).